# Ussululi (Ort)
Ussululi (Ussu Luli, Ussu Loli, Usululi, Ussuli, Uculoli) ist eine osttimoresische Siedlung im Suco Maulau (Verwaltungsamt Maubisse, Gemeinde Ainaro).

## Geographie und Einrichtungen
Das Dorf befindet sich im Südwesten der Aldeia Ussululi, auf einer Meereshöhe von 1408 m. Das Dorf liegt an einer Straße, die nach Südwesten nach Hato-Lete führt. Südlich liegt das Nachbardorf Laca-Mali-Cau, nördlich das Dorf Maleria. In Ussululi befindet sich der Sitz des Sucos Maulau, ein Hospital und eine Grundschule.

## Geschichte
Während des Bürgerkrieges zwischen FRETILIN und UDT 1975 kam es auch in Maulau zu Kämpfen. Die Bewohner Maulaus hatten sich in Unterstützer der beiden politischen Lager gespalten. Bereits im September 1974 waren FRETILIN-Unterstützer in das benachbarte Turiscai abgewandert. Im Januar 1975 verstärkte sich der Konflikt zwischen den Gruppen bei der traditionellen Erntedankzeremonie. Ein Führer der FRETILIN stachelte im August 1975 im benachbarten Turiscai und Lequidoe bei Reden die Feindschaft weiter an. Er rief seine Unterstützer auf, „die Dornen in Lumo-Luli zu beseitigen“. Daraufhin kam es am 7. August 1975 zum Angriff von FRETILIN-Einheiten aus Lequidoe und Turiscai auf die Aldeias Maleria, Lumo-Luli und Ussululi. Zwischen 10 und 25 Menschen wurden von den FRETILIN-Kämpfern getötet. Etwa 675 Häuser wurden niedergebrannt, Nutzvieh gestohlen oder getötet. Die Anhänger der UDT flohen nach Maubisse und ließen dabei Kinder und Alte zurück.